# سلفادور لوبيز
سلفادور لوبيز (بالإسبانية: Salvador López Arnal)‏ (و. 1954  م) هو بروفيسور، ورياضياتي إسباني، ولد في برشلونة.